# بنو النجار

بنو النجار هم من القبائل العربية الإسلامية والمسيحية والدرزية التي تَوطنت في بلاد الشام ومصر والمغرب العربي، ومنهم من يهود شبه الجزيرة العربية، ولا رابط بينها سوى اللقب، كما أن أفراد هذه القبيلة ممن هم من نفس الطائفة لا يوجد ما يؤكد أنهم من جذور واحدة، وذلك بناءً على أن «النجار» مهنة من المهن الشريفة منذ العهود العربية القديمة.

## التسمية
استخدام العرب لَفظة «النجار» لقباً للرجل الذي يُنجِّر الخشب، ثم استخدمت عبر العصور بعدة معانٍ فقيل نجّار موبيليا إفرنجي، ونجّار عربي وغيرها.
يذكر السويدي في كتابه «سبائك الذهب في معرفة أنساب العرب» أنَّ بني النجار قد سموا بهذا الاسم لكون أحد أجدادهم قطع يد أخيه بالفأس فقالت العرب لقد نجر يد أخيه. كما يذكر ابن حجر العسقلاني في كتابه «فتح الباري» أنَّ النجار هم تيمُ الله، وسموا بِذلك؛ لأن أحد أجدادهم ضرب رجلاً فنجره فقيل له: النجار، وتيم الله هو ابن ثعلبة بن عمرو بن الخزرج، أما ابن تيم الله فهوَ المعتز بن ثعلبة بن عمرو بن الخزرج.
ويذكر محمد المختار الشنقيطي في كتابه «شروق أنوار المنن الكبرى الإلهية بكشف أسرار السنن الصغرى النسائية»، أنَّ تيم الله سُمي بالنجار لأنه اختتن بالقدوم وقيل ضرب رجلًا بقدوم فجره، والقدوم بالتخفيف هي آلة النجار.

## الأصل
تذكر بعض الروايات أنهم أتوا من الجزيرة العربية وبالذات من الأنصار حيث تتحدث بعض الروايات أنَّ آل النجار كانوا أخوال عبد المطلب بن هاشم جد محمد رسول الله، وبعضها تتحدث أنهم كانوا أخوال عبد الله بن عبد المطلب والد الرسول.
بنو النجار من قبيلة الخزرج الأنصارية، وهم من خير قبائل الأنصار؛ حيث وردَ في صحيح البخاري في باب فضل دور الأنصار
عن أبي أسيد، قال رسول الله: «خير دور الأنصار بنو النجار ثم بنو عبد الأشهل ثم بنو الحارث بن خزرج ثم بنو ساعدة وفي كل دور الأنصار خير» صحيح البخاري

شجرة نسب بطون قبيلة الخزرج، تظهر النجار متفرعة من ثعلبة بن عمرو

تَعود أكثر قبائل وبطون الخزرج إلى بني النجار، وهي كالتالي:
- مغالة: هُم بطن من الأنصار، من الأزد، من القحطانية، وهم: بنو عدي بن مالك بن النجار.[13][14][15]
- جديلة: هُم من قبائل الخزرج، من الأزد، من القحطانية، وهم: بنو معاوية بن عمرو بن مالك بن النجار بن ثعلبة بن عمرو بن الخزرج، وأمهم جديلة وبها يعرفون.[16][17]
- الحسحاس بن مالك: هُم بطن من بني النجار، من الخزرج، من القحطانية، وهم: بنو الحسحاس بن مالك بن عدي بن النجار.[18]
- دينار: هم بطن من بني النجار، من الخزرج، من الأزد، من القحطانية.[19][20]
- عدي بن مالك: هُم بطن من بني النجار، من الخزرج، من الأزد، من القحطانية.[21]
- عدي بن النجار: هُم بطن من بني النجار، من الخزرج، وهم: بنو عدي بن مالك بن النجار.[21][22]
- عمرو بن مالك: هُم بطن من بني النجار، من الخزرج، من القحطانية، وهم: بنو عمرو بن مالك بن النجار.[23]
- غنم بن مالك: هُم بطن من الخزرج، من الأزد، من القحطانية، وهو غنم بن مالك بن النجار بن ثعلبة بن عمرو بن الخزرج.[16]
- مازن بن النجار: هُم بطن من الخزرج، من الأزد، من القحطانية، وهم: بنو مازن بن النجار بن ثعلبة بن عمرو بن خزرج.[16][24][25][26][27][28]
- مالك بن النجار: هُم بطن من بني النجار، من الخزرج، من القحطانية.[24]
- مبذول بن مالك: هُم بطن من الخزرج، من الأزد، من القحطانية، وهم: بنو مبذول بن مالك بن النجار.[20]
- معاوية بن عمرو: هم بطن من بني النجار، من الخزرج، من الأزد، من القحطانية، وهم: بنو معاوية بن عمرو بن مالك بن النجار، واسمه تيم الله بن ثعلبة بن عمرو بن الخزرج.[16][29][30][31][32][33]
- بن عدي: هُم بطن من بني النجار، من الخزرج، من الأزد، من القحطانية، وهم: بنو ملحان بن عدي بن النجار بن ثعلبة بن عمرو بن خزرج.[16]
- مندول: فخذ من الخزرج، من الأزد، من القحطانية، وهم: بنو مندول، واسمه عامر بن مالك بن النجار بن ثعلبة بن عمرو بن خزرج.[16]
- النجار بن ثعلبة: بطن من الخزرج، من الأزد، من القحطانية وهم: بنو النجار واسمه تيم الله بن ثعلبة بن عمرو بن الخزرج بن حارثة بن عمرو مزيقياء، ومنهم أخوال الرسول محمد.[16][18][34][35][36][37][38]

## التاريخ

شجرة أنساب الأنصار وتظهر فيها أسماء لمشاهير رجال ونساء الأنصار

شهدت القبائل العربية في الجاهلية وفي الإسلام قبيلة بني النجار، حيث استقبلت فتيات هذه القبيلة رسول الإسلام محمد عند هجرته من مكة إلى المدينة، وقد أنشدن:
ومن أشهر الصحابة الصاحبي أبو أيوب الأنصاري الخزرجي النجاري الذي نَزَلَ الرسول محمد في داره بعد الهجرة من مكة إلى المدينة، ومن الصحابة أيضاً الصحابي حسان بن ثابت فهوَ من بني النجار أخوال عبد المطلب بن هاشم، وقد بدأ قصيدةً له بِبيت:
ومن الصحابة أيضًا الصحابي أنس بن مالك يرجع نسبه إلى عدي بن النجار عن طريق أمه أم سليم بنت ملحان، كما يُلقب الصَحابي أسعد بن زرارة الأنصاري الخزرجي النجاري بِـ«نقيب بني النجار».
ومما يُذكر في فضل بني النجار في الإسلام أنَّ الرسول محمد جعل النقباء على عدة الأسباط، وروى أنه نقب على النقباء أسعد بن زرارة (يلقب بنقيب بني النجار)، فتوفي بعد والمسجد النبوي يبنى، قيل: فاجتمعت بنو النجار إلى الرسول وسألوه أن يجعل منهم شخصاً مكانه نقيباً عليهم، فقال لهم: أنتم أخوالي، وأنا فيكم، وأنا نقيبكم، وكره الرسول أن يخص بها بعضهم دون بعض.

وقد وردَ ذكر أنَّ مسجد قباء بُني على حائط ملأٍ من بني النجار، حيثُ ورد في صحيح البخاري:
كما ذكر أيضًا أنَّ بلال بن رباح كانَ يؤذن على سطح بيت امرأةٍ من بني النجار، وذلك لأنَّ بيتها أطول بيتٍ حول المسجد الحرام.
وقد عُرف أيضاً حبيب النجار وهو رجل صالح كان يسكن قرية في بلاد الشام، وقد ذكرَ أهلُ التفسير نقلاً عن ابن عباس وغيره أنهُ الرجل الذي نزلت في حقه آية من سورة يس (وجاء من أقصى المدينة رجلٌ يسعى...)، وأنهُ هوَ الذي يطلق عليه «مؤمن آل يس».
لما هاجر الرسول محمد إلى المدينة المنورة بدأ بتطبيق بعض الإجراءات الأمنية والاجتماعية والسياسية، كان من بينها إبرامُ معاهدةً مع يهود المدينة المنورة أو يهود يثرب كما كانت تعرف قبل هجرته، ويعتبر البعض أنها أول وثيقة حقوقية، فيما اعتبرها آخرون أنها عقدُ مواطنةٍ متقدمٌ على عصره، وقد وردَ في نص الوثيقة:
«وبنو النجار على ربعتهم يتعاقلون معاقلهم الأولى، وكل طائفة منهم تفدي عانيها بالمعروف والقسط بين المؤمنين.»
«وإن ليهود بني النجار مثل ما ليهود بني عوف، وإن ليهود بني الحارث مثل ما ليهود بني عوف، وإن ليهود بني ساعدة مثل ما ليهود بني عوف، وإن ليهود بني جشم مثل ما ليهود بني عوف، وإن ليهود بني الأوس مثل ما ليهود بني عوف، وإن ليهود بني ثعلبة مثل ما ليهود بني عوف، إلا من ظلم وأثم فإنه لا يوتغ إلا نفسه وأهل بيته.»
وقد أوردت العديد من المصادر عدد من علماء العرب الأوائل بلقب النّجار، ومنهم:
- المُحدث صالح بن دينار النجار من أهل المدينة وهو والد المحدّث داوود بن صالح.
- المُحدث والفقيه أبو بكر محمد بن جعفر بن العباس بن جعفر النجار بغدادي لقب بغندر وكان ثقة صدوقاً يحفظ القراءات حفظاً حسناً.
- شهد عصر المأمون العالم الحسين بن محمد أبو عبد الله النجار هو مُتكلم من الكبار وله العديد من المؤلفات.
- المؤرّخ والمحدث والرحالة محب الدين النجّار ولد وتوفي في بغداد، وله كتاب «الدرة الثمينة في أخبار المدينة» و«ذيل تاريخ بغداد».

وقد عُرفت في بيروت عدة فروع من آل النجار ممن يعودون بجذورهم إلى مدينتي حمص وحلب، وبعض هذه الفروع تعود إلى آل السبسبي من منطقة سبسب، لا سيما إلى جدهم السيد إبراهيم السبسبي الشهير بالنجار، وهذا الفرع من أسرة السبسبي النجار الرفاعي منسوب يعود بنسبه إلى الإمام موسى الكاظم، كما أن أسرة النجار فرع حلب من الأسر المنسوبة إلى أهل البيت، وذلك عن طريق الإمام موسى الكاظم، وقد ذُكر في كتاب الأنساب ونور الأنوار بأن آل النجار في مصر هم أيضاً من الأسر المنسوبة إلى الإمام الحسين، ونفس النسب يَمتد إلى أسرة في النجار في بلاد الشام.
وقد شهدت بيروت في العهد العثماني آل النجار من المسلمين والمسيحيين والدروز، حيثُ أشار عدد من السجلات إلى آل النجار، فقد أشار السجل (1259هـ) من سجلات المحكمة الشرعية في بيروت إلى بيت النجار في باطن بيروت، كما أشار السجل نفسه إلى منزل إلياس النجار قرب سوق البياطرة في باطن بيروت، كما أشار السجل إلى الشقيقتين هيلانة ونور بنتي متري النجار، وأشار السجل (1263-1265هـ) إلى السيد محمد حرب النجار.
أورد سليم علي سلام في مذكراته حوارات بينه وبين القائد الاتحادي أحمد جمال باشا، الذي سأله عن أحد الناشطين إبراهيم سليم نجار الذي كان يعمل صحافياً وكاتباً معارضاً للدولة العثمانية، وهو مؤسس صحيفة «الكلمة الحرة» في القاهرة 1902 ومؤسس شركة «الأخبار الصحافية» في الآستانة 1912 و«لسان العرب» في القدس 1921 و«صحيفة اللواء» في بيروت 1939 وقد عرف قبله والده الطبيب إبراهيم النجار.
في المسيحية عُرف القديس يوسف النجار زمن مريم العذراء، حيثُ كان يعمل نجّاراً وسكن الناصرة.
وقد عرف عدد من أفراد الطائفة الدرزية من آل النجار وهم في الأصل من القبائل القحطانية، ومنهم القاضي الأسبق في السودان يوسف بن أمين بن حمود النجار والمدير العام الأسبق لوزارة الزراعة المهندس حليم النجار والسفير الأسبق عبد الله النجار (1896-1976) صاحب كتاب «مذهب الدروز والتوحيد».

## أماكن التواجد

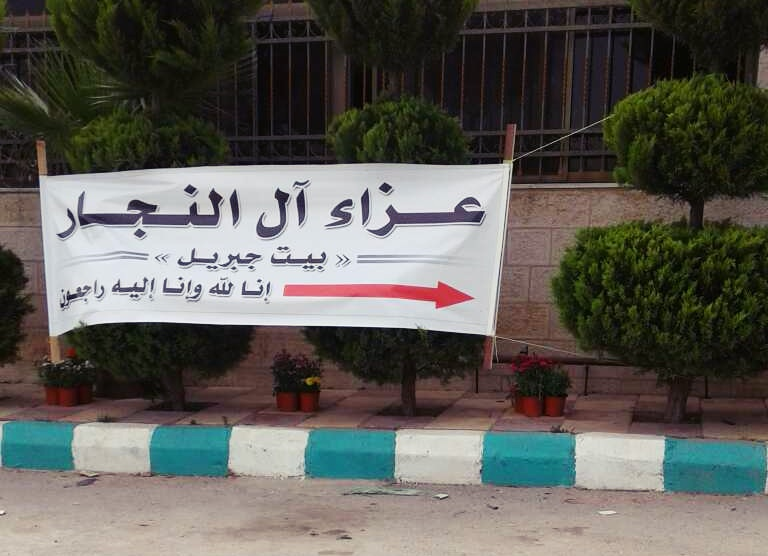
صُورة لعزاء عائلة النجار في الأردن، حيثُ يرجع أصلهم إلى قرية بيت جبرين

ذكرت المَراجع أنهُ تكاد لا تخلو أي بَلدة من عائلة تحمل هذا الاسم كباقي أسماء المهن السائدة، حيثُ اختلطت الأصول بالمهن حسب العديد من الروايات، وتعتبر عائلة النجار من العائلات المنتشرة على مستوى العالم العربي، ولها تواجد في العالم الإسلامي وفي عموم بلاد العالم كأفراد وعائلات صغيرة، حيثُ يتواجد أعداد كبيرة منهم في مصر وهم منتشرون في كافة محافظاتها ويُكثر تواجدهم في عريش مصر وفي الصعيد وفي محافظة الشرقية، حيثُ تذكر الإحصاءات أنَّ تعداد بني النجار في مصر يصل إلى حوالي 5 ملايين نسمة.
كما ينتشر عدد من أفراد العائلة في عموم فلسطين، حيثُ يتركز تواجدهم في الخليل ورام الله وَالقدس وَيافا وَعكا وَحيفا وَجنين وَطبريا وَالناصرة وَنابلس وَطولكرم وَالرملة وَقطاع غزة.
ولعائلة النجار انتشار في الأردن، وفي لبنان وَسوريا وَالسعودية وعدد من دول الخليج، كما يتواجد جزء منهم في ولاية صلالة في سلطنة عمان، وهم متواجدين بكثافة في بعض مناطق اليمن، أما في العراق فعائلات النجار من العائلات البغدادية العريقة المُلقبة بالباشي أي (الباشا)، كما أنَّ للعائلة تواجد في تركيا وخصوصاً في أنطاكيا وهم ذو أُصول دمشقية.

## شخصيات بارزة
عُرف في العصر الحديث عددٌ من الشخصيات البارزة، ومنها:
- سليم يوسف النجار وهو عضو مجلس النواب اللبناني الأول.
- من الوزراء: جوزيف سليم النجار، حليم أمين النجار، فؤاد أمين النجار.
- الدكتور التربوي فريد جبرائيل نجار (1907-1994): أستاذ سابق في الجامعة اللبنانية.
- الدكتور فوزي متري النجار أستاذ الاقتصاد السياسي.
- الطبيب فيصل بشير نجار (1940-2007) أحد خريجي كلية طب الجامعة الأميركية في بيروت، وحاصل على جائزة بنروز، ويعتبر من جراحي الدرجة الأولى، وعمل أستاذاً في كلية الطب في الجامعة الأميركية، وهو حائز على الميدالية الذهبية الطبية اللبنانية من الدرجة الأولى عام 1981، ونال وسام الأرز الوطني من رتبة فارس عام 1991، ويُعتبر من مؤسسي مستشفى نجار في بيروت مع شقيقه الدكتور غازي نجار.
- السيدة أنيسة روضة نجار، حصلت في عام 2013 على وسام الأرز الوطني من رتبة كومندور.
- الطبيب الدكتور مصطفى نجار وهو أمين صندوق رابطة أطباء صيدا في الفترة بين 2007-2008.
- المفكر الإسلامي الدكتور زغلول النجار.
- المخرج المصري محمد النجار.
- طبيب الأطفال اللبناني الأمريكي فكتور أسعد نجار (شاهد متلازمة كريغلر-نجار).
- عضو المجلس الثوري الفلسطيني أسامة أحمد النَجار.
- مُدير نادي الأسير الفلسطيني في مدينة الخليل أمجد أَحمد النَجار.
- محمد رؤوف النجار هو لاعب كرة قدم ومحامي وشخصية سياسية تونسية.
- مصطفى بن محمد النجار لغوي وفقيه وشاعر أديب مغربي.
- أبو يوسف النجار قيادي فلسطيني وأول قائد عام لقوات العاصفة عند الانطلاقة وعضو اللجنة المركزية لحركة فتح وعضو اللجنة التنفيذية لمنظمة التحرير الفلسطينية ورئيس اللجنة السياسية لشؤون الفلسطينيين في لبنان، وممثل فلسطين في مؤتمر وزراء الخارجية والدفاع العرب في القاهرة عام 1971.
- أحمد السيد النجار رئيس مجلس الإدارة السابق لجريدة الأهرام.